# Storia di fantasmi cinesi 3
Storie di fantasmi cinesi 3 (A Chinese Ghost Story III) è un film del 1991 diretto da Siu-Tung Ching, secondo sequel del ben più noto Storie di fantasmi cinesi.
Il film si annuncia come ambientato a 100 anni di distanza dal secondo capitolo della saga, in realtà è più simile a un remake del primo film.

## Trama
Il giovane Fong insieme al suo maestro giungono in una cittadina dove in un tempio due ammalianti e pericolose sorelle insidiano le virtù di tutti coloro che passano dal loro tempio ed offrire la loro vita ad una malvagia sacerdotessa.